# Systologaster parva
Systologaster parva är en tvåvingeart som först beskrevs av Martin 1976.  Systologaster parva ingår i släktet Systologaster och familjen rovflugor.
Artens utbredningsområde är Paraguay. Inga underarter finns listade i Catalogue of Life.